# Hiroshi Watanabe (photographe)
Hiroshi Watanabe (渡邉 博史, Watanabe Hiroshi), né à Sapporo (Japon) en 1951, est un photographe japonais installé en Californie.

## Biographie
Né à Sapporo, Hokkaido en 1951, Watanabe est diplômé du département de photographie de l'université Nihon en 1975 et s'installe à Los Angeles où il travaille en tant que coordinateur de production pour des publicités télévisées japonaises et, plus tard, participe à la création d'une société japonaise de coordination des services. Il obtient un MBA de l'UCLA en 1993, mais deux ans plus tard, son ancien intérêt pour la photographie se réveille et, à partir de 2000, il s'y consacre à plein temps.
Après cinq livres auto-publiés, son premier album à être publié par une maison d'édition est I See Angels Every Day, portraits monochromes de patients et d'autres scènes dans l'hôpital psychiatrique San Lázaro de Quito, en Équateur. Cela lui vaut de remporter l'édition 2007 du prix de photographie de Sagamihara pour photographes japonais professionnels.
En 2005, un portfolio de ses travaux est représenté dans la revue photographique Nueva Luz (vol. 10#3). En 2007, Watanabe remporte le prix des éditions Photolucida qui permet la publication de sa monographie Findings.
Ses travaux sont représentés dans les collections permanentes du musée des beaux-arts de Houston, de la George Eastman House et du Santa Barbara Museum of Art (en).

## Publications
- Veiled Observations and Reflections, West Hollywood, Californie, 2002
- Faces, West Hollywood, Californie, 2002-2005

1. San Lazaro Psychiatric Hospital, 2003
2. Kabuki Players, 2003
3. Ena Bunraku, 2005
4. Noh Masks of Naito Clan, 2005

- I See Angels Every Day / Watakushi wa mainichi, tenshi o mite iru (私は毎日、天使を見ている。?), Tokyo, Mado-sha, 2007  (ISBN 978-4-89625-085-5)
- Findings, Portland, Orego, Photolucida, 2007  (ISBN 978-1-934334-00-3)
- Paradaisu ideorogī (パラダイスイデオロギー?) / Ideology in Paradise, Tokyo, Mado-sha, 2008  (ISBN 978-4-89625-091-6) — photographies de la Corée du Nord
- Suo Sarumawashi, Santa Fe, Nouveau Mexique, Photo-Eye, 2009  (ISBN 978-0-9840927-0-3)
- Love Point, Tokyo, Toseisha, 2010  (ISBN 978-4-88773-103-5) ; One Picture Book 66 Portland, Nazraeli, 2010  (ISBN 978-1-59005-302-7)

## Expositions
- Austin, Texas[5]
- « Comedy of Duble Meaning », Takeda Art Co[6]